# Eschenbach in der Oberpfalz
Eschenbach in der Oberpfalz är en stad i Landkreis Neustadt an der Waldnaab i Regierungsbezirk Oberpfalz i förbundslandet Bayern i Tyskland.
Staden ingår i kommunalförbundet Eschenbach in der Oberpfalz tillsammans med staden Neustadt am Kulm och kommunen Speinshart.